# Upper Small Point
Upper Small Point är en udde i Kanada.   Den ligger i provinsen Newfoundland och Labrador, i den östra delen av landet, 1 700 km öster om huvudstaden Ottawa.
Terrängen inåt land är varierad. Havet är nära Upper Small Point åt sydost. Trakten är glest befolkad. Närmaste större samhälle är Carbonear, 12,7 km sydväst om Upper Small Point. 